# Reserva nacional Alto Loa
La Reserva Nacional Alto Loa es un área silvestre protegida en proyecto de la Región de Antofagasta en Chile.

## Descripción
Tras seis años de negociaciones, la Secretaría Regional Ministerial de Agricultura llegó a un acuerdo con la comunidad quechua de Ollagüe y con las empresas Codelco Norte y SQM, para la creación de la Reserva Nacional Alto El Loa, en la Región de Antofagasta. La idea fue resguardar 300 mil hectáreas en el área conocida como Alto El Loa, desde la frontera con Bolivia, al noreste, hasta los salares de Ascotán y Carcote, al suroeste.
Gran parte de este territorio está "repartido", es decir, los derechos de agua y de explotación minera fueron entregados hace muchos años, por lo que tuvieron que estar todos de acuerdo: mineras, comunidades indígenas y el gobierno. SQM tiene pertenencias mineras en el salar de Carcote. De hecho, ingresó en 2004 al Sistema de Impacto Ambiental un proyecto para extraer anualmente 38 mil toneladas de ulexita -materia prima para fabricar ácido bórico y fertilizantes- desde el núcleo del humedal. Codelco Norte, también tiene pertenencias en Ascotán, pero no estaría dentro de sus intereses explotar la zona. 
Se acordó respetar los derechos asignados antes de declarar la zona como Reserva Natural. Se compatibiliza entonces posibles faenas mineras con la protección del medio ambiente y de las 150 especies vegetales y 60 animales que habitan el área.

## Situación con los pueblos indígenas
Al interior del Consejo de Pueblos Atacameños, que agrupa a las comunidades lican antay (atacameña) y quechuas de la región, el tema de la explotación de los salares sigue pendiente. Están preocupados por la poca protección que tienen los humedales, donde anidan y se reproducen los flamencos de James, flamencos chilenos y flamencos andinos. Pero también están satisfechos por lo que han conseguido los pueblos originarios en el tema del etno turismo. La comunidad quechua de Ollagüe, poblado fronterizo 205 km al noreste de Calama, se hará cargo de la explotación turística de la reserva, con el fin de proteger el patrimonio natural y cultural, en terrenos que reclaman como propios.

## Características

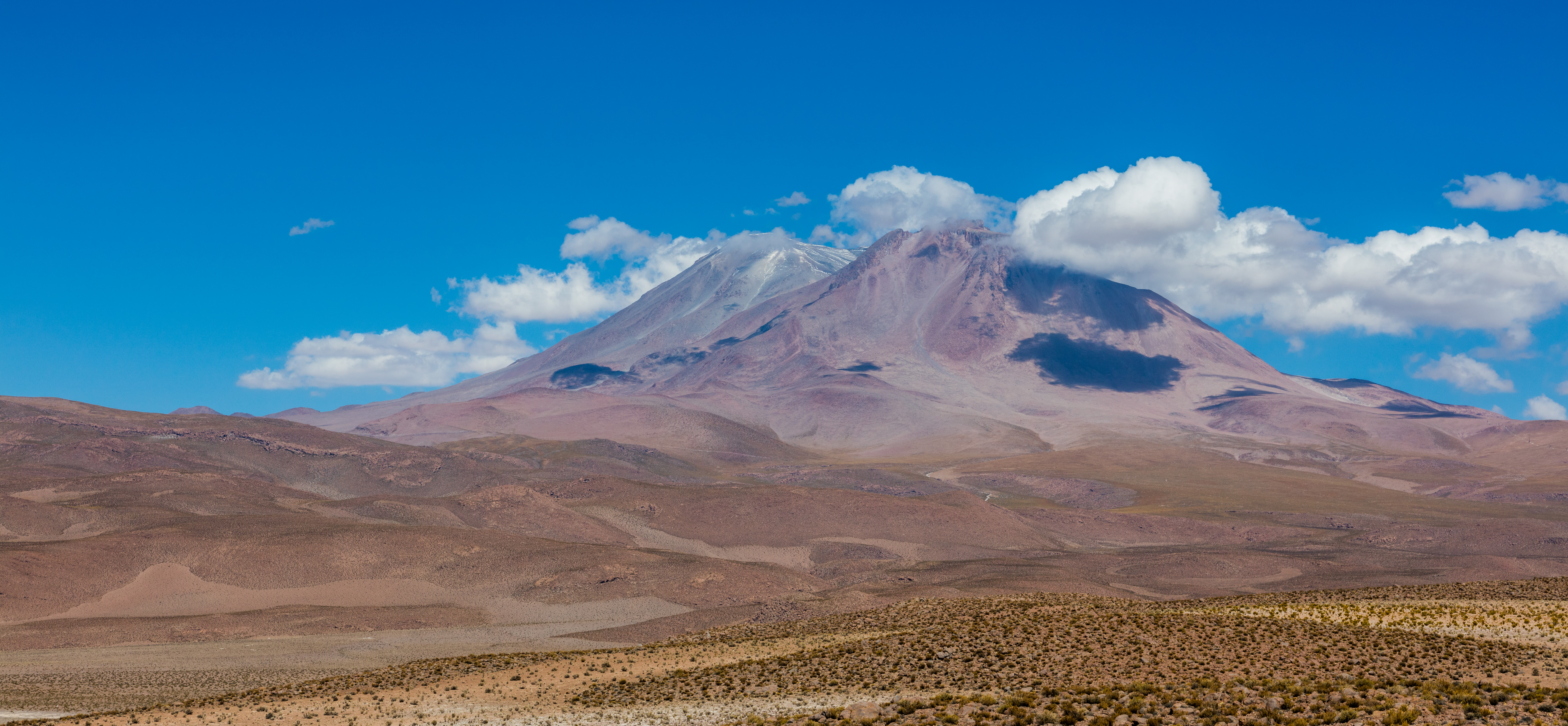
Volcán Aucanquilcha, reserva nacional Alto Loa.

Alto El Loa sería la primera reserva nacional que se crea con identidad indígena. Los quechuas serán parte de la mesa directiva que administrará la zona, lo que traerá desarrollo local, no sólo protección para la diversidad biológica.  
La idea es que los quechuas de la zona puedan lograr lo mismo que los atacameños en la Reserva Nacional Los Flamencos, en San Pedro de Atacama, que el 2004 generaron $200 millones administrando turísticamente sitios como el Valle de la Luna y la laguna Chaxa, en el Salar de Atacama.

## Clima
Grande porción del territorio que comprende la Reserva nacional Alto Loa se ubica dentro de un  clima árido frío (BWk), según la clasificación climática de Köppen. Esta área se caracteriza por la fuerte oscilación térmica, cuyas temperaturas que se mueven entre -23 °C y 25 °C. Existen precipitaciones ocasionales durante el año principalmente durante el "invierno altiplánico".
```
                                                   
Climograma de la Estación Avaroa (Bolivia), cerca de 25 km de la Reserva Alto Loa.
  
Fuente:
 GeoKLIMA
[
3
]
```

## Situación Actual
Si bien es cierto, ha habido avances importantes en la creación de la Reserva Nacional Alto el Loa,
ésta todavía no tiene existencia legal.
Para la existencia oficial de esta Reserva Nacional se requiere de una declaración expresa del
Estado de Chile, que, para el caso de Alto el Loa, esta no se ha producido.
Una Reserva Nacional es un área colocada bajo protección oficial por el Gobierno bajo ciertas
condiciones de nuestro ordenamiento legal.
Una Reserva Nacional tiene su origen en la firma de Chile de una Convención de estados
americanos que se firmó en Washington, el 12 de octubre de 1940 y que corresponde a la
Convención para la protección de la flora, la fauna y las bellezas escénicas naturales de América.
El instrumento normativo que ratifica en Chile la convención de Washington es el Decreto 531 del
Ministerio de Relaciones Exteriores promulgado el 23 de agosto de 1967, el que otras, en su
Artículo I, punto 1, define a las Reservas Nacionales como   “Las regiones establecidas para la
conservación y utilización, bajo vigilancia oficial, de las riquezas naturales, en las cuales se dará a la
flora y la fauna toda protección que sea compatible con los fines para los que son creadas estas
reservas.”.
Por otro lado, las Reservas Nacionales se encuentran dentro de aquellas denominadas zonas
colocadas “bajo protección oficial” por el artículo 10 literal p) de la ley 19.300 sobre Generales del
Medio Ambiente las que se establecen con fines de protección ambiental.
Por otro lado, de acuerdo con una minuta adjunta al oficio ordinario N ° 130844 del 22 de marzo
de la Dirección Ejecutiva del Servicio de Evaluación Ambiental, para que una zona sea considerada
como área de protección oficial debe cumplir con a lo menos tres características:
1. Debe tratarse de un espacio delimitado, es decir georreferenciado.
2. Debe haber una declaración oficial, es decir un acto formal de una autoridad competente
en virtud del cual esa área se somete a un régimen de protección.
3. Debe tener expreso un objetivo de protección ambiental.
En el caso de la zona de Alto el Loa, aún cuando se ha discutido mucho respecto a los objetos de
protección ambiental al interior de ella e incluso ha existido georreferenciación de los límites,
todavía no existe una declaración oficial de alguna autoridad competente donde se establezca
legalmente los límites y los objetos de protección ambiental al interior de la zona.